# Milagres (Ceará)
Milagres est une municipalité brésilienne de l’État du Ceará. En 2010, elle compte 28 317 habitants.

## Toponymie
Le nom Milagres (« Miracles ») vient de celui de l'église Nossa Senhora dos Milagres (« Notre-Dame des Miracles »), fondée par le Portugais Souza Presa à partir de 1760. Le miracle à l'origine de cette fondation est, selon l'historien Antônio Bezerra, la libération de Souza Presa par une indienne qui en avait la garde, alors qu'il était destiné à être tué et mangé, comme l'avaient été ses compagnons.